# Partido Socialista de Letonia
El Partido Socialista de Letonia (en letón: Latvijas Sociālistiskā partija, LSP; en ruso: Социалистическая партия Латвии) fue fundado en 1994 como sucesor del Partido Comunista de la República Socialista Soviética de Letonia, ilegalizado en 1991 tras la independencia de Letonia. En esencia, el LSP es comunista; de acuerdo a su programa, el LSP fue fundado como organización de ideas socialistas tras los eventos de 1991, que el LSP describe como un "golpe nacionalista-burgués contrarrevolucionario".
El presidente actual del LSP es Vladimirs Frolov. Entre 1999 y 2015 este puesto lo ostentó Alfrēds Rubiks, antiguo alcalde de Riga y después líder del movimiento unionista y primer secretario del Partido Comunista de la RSS de Letonia (rama del Partido Comunista de la Unión Soviética). Fue condenado a 6 años de prisión en 1991 acusado de participar en un golpe de Estado contra las autoridades letonas en agosto de 1991. Dejó de representar al LSP en el Saeima desde que se le prohibió concurrir a unas elecciones. No obstante, sus hijos Artūrs Rubiks y Raimonds Rubiks son miembros del Saeima en representación del LSP.

## Políticas
El LSP es más popular entre la población ruso-parlante de Letonia. Tiene como alta prioridad las cuestiones de la minoría rusa en Letonia, como el idioma o las leyes de ciudadanía. El LSP también cree que se debería otorgar la ciudadanía letona a todo ciudadano de la Unión Soviética que residiese en Letonia en 1990. Esto supondría un gran cambio en la actual legislación letona sobre la ciudadanía, que únicamente entrega la ciudadanía letona a las personas que vivían en Letonia antes de la ocupación soviética de 1940, y encaminaría a los ciudadanos soviéticos que se establecieron en Letonia después de 1940 (principalmente rusos) hacia un proceso de naturalización.

## Participación electoral e institucional
En las elecciones del 5 de octubre de 2002, formó parte de la coalición Por los Derechos Humanos en una Letonia Unida (letón: Par cilvēka tiesībām vienotā Latvijā), que obtuvo un 19% de los votos y 25 de 100 escaños, 5 de los cuales correspondieron al LSP. El LSP fue miembro de esta alianza de partidos predominantemente ruso-parlantes entre 1998 y 2003.
Actualmente, la línea del LSP está centrada en la lucha contra la corrupción y en promover una Letonia independiente del poder centralizado de la Unión Europea, de la que el país es miembro desde 2004. En 2005, el LSP entró en la coalición Armonía, que obtuvo 17 escaños en las elecciones de 2006. Cuatro de esos 17 parlamentarios fueron representantes del LSP. En 2011 la misma coalición consiguió 31 escaños, recibiendo el LSP 3 de ellos. El LSP no participó en las elecciones parlamentarias de 2014. No obstante, miembros del LSP concurrieron en otras listas políticas como independientes, permaneciendo así el LSP con 3 representantes en el Saeima.